# Southern Namoneas High School
Die Southern Namoneas High School (SNHS) ist eine Sekundarschule auf der Insel Fefan im Bundesstaat Chuuk in den Föderierten Staaten von Mikronesien.

## Geschichte
Mit dem Bau wurde 1970 begonnen. Im Rahmen des Programms für das Steuerjahr 1972, das sich auf das Treuhandgebiet der Pazifischen Inseln bezog, wurde der Bau eines Geschäftsgebäudes und von vier Klassenzimmern finanziert, wofür insgesamt 82.200 Dollar ausgegeben wurden.